# Inédia

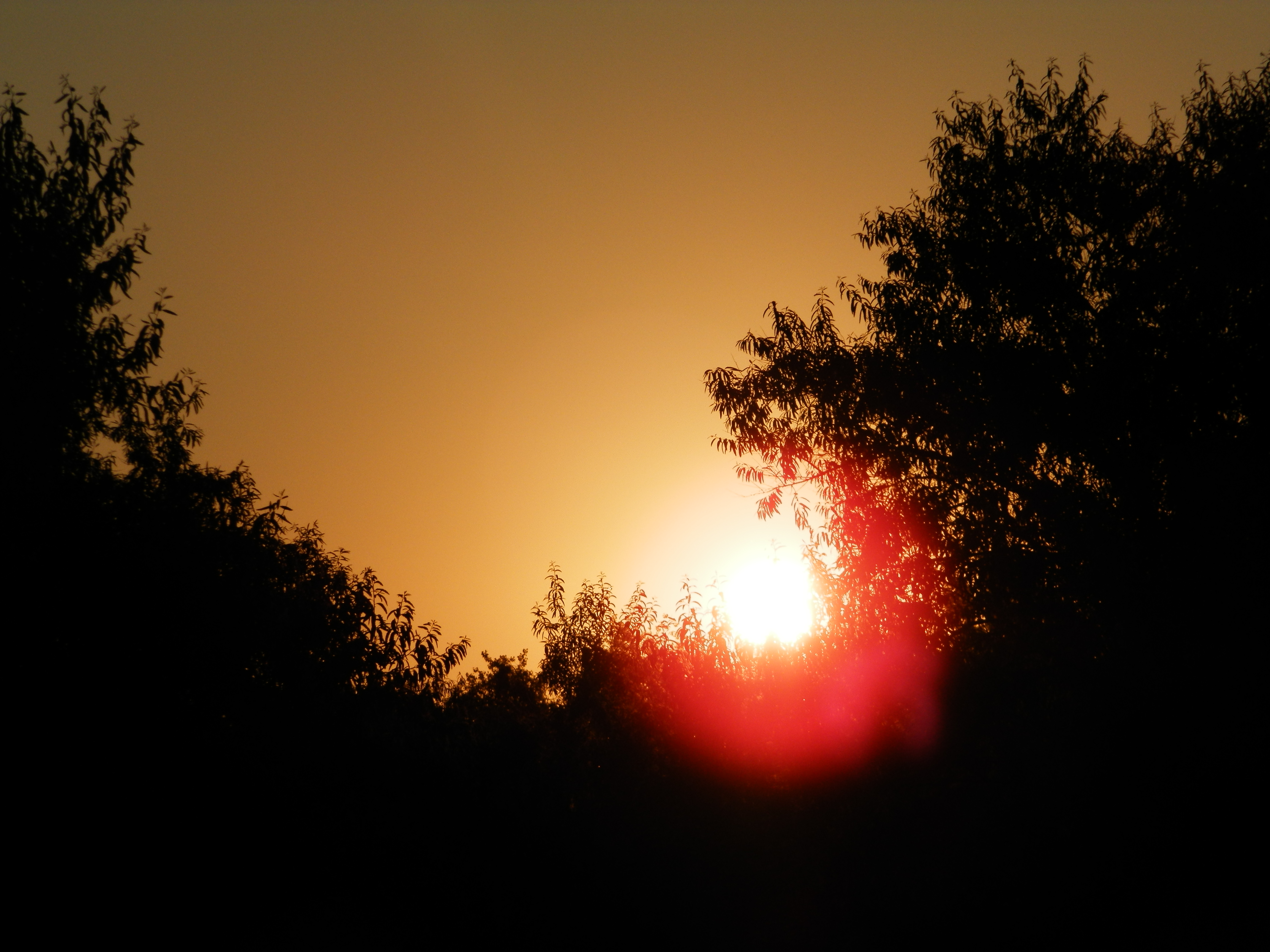
O Sol, fonte de alimento para os respiratorianos

Inédia é a suposta possibilidade de sobreviver sem alimentos, e aprender, assim como as árvores, a fazer fotossíntese. Respiratorianismo é um conceito relacionado, que afirma que comida e até mesmo água não são necessários e é possível viver somente de prana (a força vital do Hinduísmo), ou, de acordo com alguns, se alimentando de luz solar. Nos últimos anos, o movimento foi popularizado pela australiana Ellen Greve, mais conhecida como Jasmuheen.
O consenso científico atual sobre nutrição e o bom senso normalmente aceito indicam que uma pessoa exposta a esse tipo de dieta, a longo prazo, acabaria morrendo de inanição ou desidratação.
Alguns respiratorianos se submeteram, durante muitos dias consecutivos, a testes médicos rigorosos em hospitais, incluindo muitos exames para verificar o estado de saúde do examinado, e também com câmeras filmando-os todos os dias, durante as 24 horas para garantir que nada fosse ingerido durante todos os dias em que estavam sendo testados e examinados no hospital.[carece de fontes?] Um destes respiratorianos era Prahlad Jani (um indiano que alegava não comer, nem beber desde 1937, quando tinha 8 anos de idade). Prahlad Jani foi submetido a testes em 2003 e em 2010, mas os resultados obtidos foram considerados confidenciais e não foram publicados em jornais científicos.[carece de fontes?] Outra pessoa que passou pelos mesmos tipos de testes, com supervisão médica, foi Hira Ratan Manek, que é outro indiano, que alega viver sem comer e que se alimenta da luz do Sol. Esta suposta técnica de se alimentar da luz do Sol é chamada de SunGazing.

## Energia Cósmica ou Prana
Os adeptos do respiratorianismo afirmam que o prana, também conhecido como energia cósmica, energia orgônica, Chi ou Ki, seria responsável por nutrir os praticantes, "sendo encontrado dentro de toda molécula, pura luz divina capaz de gerar todo e qualquer tipo de vida".
O prana, de acordo com a tradição Sanatana-Dharma do Hinduísmo, são os princípios energéticos primários do indivíduo que mantém funcionando seus sistema fisiológico, diferindo parcialmente do que os respiratorianos afirmam. 

## O processo dos 21 dias
De acordo com Jasmuheen, há um processo de 21 dias em que uma pessoa pode gradualmente percorrer seus passos e viver de luz. O método é dividido em três fases de sete dias cada uma, e começa da alimentação normal indo até o ponto em que o indivíduo não precisa ingerir mais nenhum alimento.
A descrição do processo passa pelas dificuldades encontradas na primeira semana (em que sintomas como fraqueza e dores de cabeça, normalmente associados à falta de alimentos, são atribuídos a sintomas de uma intoxicação alimentar prévia), até a suposta possibilidade de ter os sentidos apurados ao fim da terceira semana .

## Religiosidade
Em algumas religiões, o jejum é uma prática muito comum, normalmente relacionada a conceitos de purificação e santidade (ver artigo da Wikipédia relacionado, Jejum). Jesus, de acordo com a Bíblia, jejuou por quarenta dias e quarenta noites no deserto.
No Hinduísmo, o jejum é praticado com muita frequência.
Normalmente, os praticantes de inédia (respiratorianismo) relacionam seus hábitos a motivações religiosas de caráter transcendental, afirmando praticarem não só um hábito nutricional, mas sim um estilo de vida.

## Críticas
A prática da inédia não é reconhecida pelos cientistas e recebida com descrença pela população em geral. Céticos afirmam que não há nenhuma evidência formal de que haja a possibilidade de viver sem alimentação. Vegetais, algumas algas, bactérias e arqueobactérias seriam os únicos seres vivos a viver de luz, uma vez que possuem metabolismo capaz de converter energia luminosa em química através da fotossíntese. Observa-se que os vegetais possuem gasto energético mínimo, mesmo assim necessitam certos substratos ricos em nutrientes para seu perfeito desenvolvimento. Os animais precisam de uma quantidade muito maior de energia para se manterem.
Os defensores da inédia afirmam que médicos, cientistas ou hospitais, não se dispõem (por questões óbvias) a fazer testes com pessoas que não se alimentam. A rejeição se deve ao fato de não ser possível privar pessoas a se alimentarem, pois os efeitos são muito bem conhecidos. Supostamente alguns (ou diversos) testes foram realizados com o que os defensores chamam de "respiratorianos", porém os resultados não foram publicados em nenhuma revista científica.
A acusação mais séria aos divulgadores do respiratorianismo é a de levar pessoas crédulas a praticar uma dieta que pode ter consequências gravíssimas. Em 16 de setembro de 1999, o corpo de Verity Linn foi encontrado junto com o seu diário, onde ela havia escrito toda a sua tentativa de viver apenas do prana. Seu corpo não resistiu à desnutrição e desidratação. Também em seu diário havia citações dos ensinamentos de Jasmuheen. Há outros dois casos de mortes relatados à inédia.
Já os defensores do respiratorianismo afirmam que, em relação aos três casos de morte relacionados ao processo dos 21 dias, as pessoas ignoraram as diretrizes que constam no livro "viver de luz" (Jasmuheen). Segundo os defensores da inédia, é recomendado às pessoa ficarem em casa, descansando e economizando energia durante todo o processo dos 21 dias. Os defensores da inédia afirmam ainda que existe a recomendação de que a pessoa "ouça o seu corpo". As mortes são então justificadas (pelos defensores da inédia) como sendo ocorridas por falta de preparação suficientemente da pessoa que se priva de alimentos. Outros cuidados, como a supervisão por terceiros, também é recomendada pela comunidade de respiratorianos. As mortes, novamente segundo os defensores da inédia, se devem à negligência com a pratica do processo dos vinte e um dias.